# YOZ
YOZ ist die Abkürzung des Englischen Youth Only Zone (Bereich nur für Jugendliche) und weist auf die vorgesehene Zielgruppe der Jugendlichen hin. Zuerst bekannt wurde die gleichnamige wöchentlich ausgestrahlte Fernsehsendung auf Eurosport, in der von 2000 bis etwa 2006 über Fun- und Extremsportarten berichtet wurde. 
YOZ wird jedoch auch nur zur Bezeichnung von Wettbewerben verwendet, die sich an jugendliche Teilnehmer wenden. Die Vergleiche können dann Namen wie YOZ Contest Street Skate oder YOZ Snowboard Tibet tragen.

## Sendungen

### Überblick
Bei Eurosport wurde YOZ als YOZ EXTREME und als YOZ MAG ausgestrahlt.
Die Sendungen wurden (teilweise abwechselnd, teilweise gemeinsam) von Guido Heuber und dem Snowboard-Schiedsrichter Alex Schwan kommentiert.

### YOZ Extreme
YOZ Extreme widmete sich den Extremsportarten und zeigte Reportagen und Berichte über Events. Dabei wurden vor allem Surfen und Snowboarden gezeigt.

### YOZ Mag
YOZ MAG zeigte Berichte und Porträts über Wettbewerbe, Sportler und die Funsportszene.
Die Sendung ist auf Funsportarten ausgerichtet und zeigt beispielsweise Skateboard und Aggressive Skating.